# Chassalia parva
Chassalia parva är en måreväxtart som beskrevs av Cornelis Eliza Bertus Bremekamp. Chassalia parva ingår i släktet Chassalia och familjen måreväxter. Inga underarter finns listade i Catalogue of Life.